# 弦楽四重奏曲第1番 (ショスタコーヴィチ)
弦楽四重奏曲第1番 ハ長調 作品49 は、ドミートリイ・ショスタコーヴィチが1938年に作曲した弦楽四重奏曲であり、作曲者の弦楽四重奏曲としては最初の作品である。

## ショスタコーヴィチの弦楽四重奏曲
20世紀最大の交響曲作曲家として知られるショスタコーヴィチだが、大勢の聴衆を前に演奏される交響曲の作曲については常に共産党政府の批判にさらされ、自由な作曲活動は制限されなければならなかった。一方、ショスタコーヴィチが生涯にかけて取り組んだもう一つのジャンルである弦楽四重奏曲は、聴衆の少なさ故か幸いに共産党政府の批判を逃れ、自由な作曲活動ができ、公には言えない自分の内面を表現したとされる。全15曲の弦楽四重奏曲の中には、ユダヤの影響を受けた『第4番 ニ長調』（作品83）、自身のイニシャルである "D-Es-C-H"（DSCH音型）を音名に織り込んだ『第8番 ハ短調』（作品110）、ジャズの影響を受けた『第13番 変ロ短調』（作品138）など、ショスタコーヴィチの多様な作風をみることができる。

## 第1番作曲の背景
わずか19歳（1925年）で『交響曲第1番 ヘ短調』（作品10）を発表し、音楽界に鮮烈なデビューを果たしたショスタコーヴィチだが、弦楽四重奏曲の発表は遅く、最初の作品である本作が発表されたのは1938年、作曲者が32歳のときであり、この天才作曲家が手がけた最も遅いジャンルである。なお、1931年にはオペラ『ムツェンスク郡のマクベス夫人』（作品29）、バレエ『黄金時代』（作品22）の音楽を弦楽四重奏曲に編曲するということを行っており、このジャンルへの取り組みの慎重さが現れている。
1936年に受けたソ連共産党機関紙「プラウダ」からの批判（プラウダ批判）を、1937年に『交響曲第5番 ニ短調』（作品47）を発表することによりようやく挽回したショスタコーヴィチだが、受けた精神的痛手はよほど大きかったらしく、多作家のショスタコーヴィチにしては珍しく、『交響曲第5番』の作曲後は数ヶ月ほど作曲活動を休止している。本作はそうした経緯を経て、1938年の夏にようやく作曲された。
初演は1938年10月10日にグラズノフ弦楽四重奏団によりレニングラードで行われ、同年11月16日にはベートーヴェン弦楽四重奏団によってモスクワ初演も行われた。特に、ベートーヴェン弦楽四重奏団とはこの初演以降、生涯に渡って親交を深め、第2番から第14番までの作品の初演を行っているほか、同弦楽四重奏団に捧げられた作品も多い。

## 曲の構成
全4楽章、演奏時間は約14分。
- 第1楽章 モデラート
ハ長調、4分の3拍子、ソナタ形式。
- 第2楽章 モデラート
イ短調、4分の4拍子、変奏曲形式。
主題と8つの変奏からなり、主題はロシア民謡風であるが、これはショスタコーヴィチ自身によるオリジナルである。
- 第3楽章 アレグロ・モルト
嬰ハ短調、4分の3拍子。
譜面には書かれていないが、この楽章はスケルツォであり、調も本作の主調であるハ長調からは離れた調（遠隔調）の嬰ハ短調となっている。
- 第4楽章 アレグロ
ハ長調、2分の2拍子。